# 陰屍路 (第七季)
美國的恐怖喪屍電視劇《陰屍路》第七季於2016年10月23日在AMC首播，該劇改編自羅伯特·柯克曼、東尼·摩爾和查爾斯·埃蘭德共同繪製的同名漫畫，劇集由法蘭克·戴瑞邦開發，繼續由史考特·M·金普擔任節目統籌。
此季延續第六季結尾，劇情取自漫畫中的的第100-114期之間，當前所未有的強大敵軍「救世軍」（英語：The Saviors）的領袖尼根一棒殺死瑞克一行人中的其中一人後，使他們受到威脅之下而被迫妥協，但在暗中也開始和敵人做鬥爭。幾位來自於漫畫的重要角色也即即將首次以真人方式現身，其中包括領袖以西結和他率領的家園「王國城」，與他身邊所養的老虎。

## 角色

### 主要演員

#### 主演
- 安德魯·林肯 飾演 瑞克·格萊姆斯：金縣前任副警長，在團體和安全區中建立威信成為領袖，會盡全力守護自己的家人與團友，但這次在尼根的迎頭痛擊下開始跌入谷底、一蹶不振。
- 諾曼·李杜斯 飾演 戴瑞·迪克森（英语：Daryl Dixon）：冷酷少言的打獵高手，在團體中擔任主要的弩弓獵人，瑞克最重要的幫手和戰友。由於寧死不屈而被尼根相中，成為救世軍的囚犯。
- 史蒂文·連 飾演 葛倫·瑞（英语：Glenn Rhee）：韓裔美國人，族群中行動最為敏捷，擅長逃走，經常擔當前線及搜索補給品等工作。
- 蘿倫·科漢 飾演 瑪姬·格林-瑞（英语：Maggie Greene）：葛倫的妻子，家中最堅強、強壯的一位，在遇到磨難時絕不會退縮，在家人全部遇難後成為家族唯一的倖存者。
- 錢德勒·里格斯 飾演 卡爾·格萊姆斯（英语：Carl Grimes）：瑞克的兒子，從小生活在這個充滿行屍的世界中，隨著年齡增長而開始有自己的想法，因為一次“誤射”而被打掉右眼。
- 梅莉莎·麥克布萊德 飾演 卡蘿·派勒提爾（英语：Carol Peletier）：族群的精神導師，在必要時可以痛下殺手，但之後發現自己手上的鮮血過多而開始選擇逃避一切。
- 達娜·古瑞拉 飾演 米瓊恩（英语：Michonne）：手持日本武士刀的女劍客，一開始性格十分孤僻，但在見到瑞克與卡爾後開始走出孤獨、充滿希望，成為瑞克的新戀人。
- 蘭尼·詹姆斯 飾演 摩根·瓊斯（英语：Morgan Jones (The Walking Dead)）：瑞克所遇到的第一位倖存者，妻小之死讓他經歷過很長時間的心理創傷，走出陰影後發誓永不殺生，認為所有人都有贖罪的機會。
- 索妮瓜·馬丁-葛林 飾演 莎夏·威廉斯（英语：Sasha Williams (The Walking Dead)）：前消防員，自從失去哥哥與戀人後，同樣陷入嚴重的心理創傷，但和亞伯拉罕出現感情後逐漸開始走出陰影。
- 麥可·庫立茲 飾演 亞伯拉罕·福特（英语：Abraham Ford）：前美軍中士，凡事講究走一步算一步，在目睹家人慘死、甚至唯一的希望落空後，決定拋棄一切勇敢的活下去。
- 克莉絲汀·瑟拉圖絲 飾演 蘿西塔·埃斯皮諾薩（英语：Rosita Espinosa）：亞伯拉罕的前女友，非常現實、自我保護意識強，被亞伯拉罕拋棄後開始變得焦躁。
- 喬許·麥蒂米特（英语：Josh McDermitt） 飾演 尤金·波特（英语：Eugene Porter）：高中物理老師，膽小如鼠、還對生存一竅不通，是個孤傲又偏心的知識份子。
- 阿拉娜·麥斯特森（英语：Alanna Masterson） 飾演 塔拉·錢伯勒（英语：Tara Chambler）：瑞克組群的成員，女同性戀，是家族唯一的倖存者，在瑞克一方和救世軍交戰時一直在外執行任務。
- 傑佛瑞·狄恩·摩根 飾演 尼根（英语：Negan）：救世軍的領袖，一個氣勢洶洶、聰明過人、兇狠殘暴的嗜血暴君，對任何人一向「順我者昌、逆我者亡」，因此讓所有人都畏懼三分。

#### 其他主演
- 賽斯·吉利姆 飾演 蓋博瑞·史托克斯（英语：Gabriel Stokes (The Walking Dead)）：一位牧師，曾經獨自隱居在森林中，一開始內心懦弱、貪生怕死，直到跟隨瑞克一行人後才開始勇敢反抗威脅。
- 羅斯·馬奎德（英语：Ross Marquand） 飾演 亞倫（英语：Aaron (The Walking Dead)）：安全社區的外人召集員，前非政府組織（NGO）成員，男同性戀，一開始將瑞克等人招進安全區，並慢慢成為了瑞克身邊的一份子。
- 奥斯汀·尼可斯 飾演 史賓瑟·門羅（英语：Spencer Monroe）：安全社區的看門人，其父母原來是安全區的創建者，而目前也是家中唯一的倖存者，並逐漸開始反對瑞克的領導方式。
- 奧斯汀·埃米利歐（英语：Austin Amelio） 飾演 德懷特（英语：Dwight (The Walking Dead)）：救世軍的高層幹部，曾經試圖逃離組織，但之後自願回去後被尼根燙焦左半臉作為懲罰，由於妻子雪莉被尼根要挾而對他唯命是從。
- 湯姆·佩恩 飾演 保羅·「耶穌」·羅維亞（英语：Paul "Jesus" Monroe）：山頂寨的搜資者，為人熱心，身手矯健，無孔不入，雖然無心當領袖，還是在社區裡獲得所有人的尊重。
- 山德·貝克利 飾演 葛雷格里（英语：Gregory (The Walking Dead)）：山頂寨的領袖，一個自私膽小、見利忘義、又裝腔作勢的伪君子，凡事只顧自己的利益，其他的一概不關心。

### 常設演員

#### 亞歴山卓安全社區
- 凱特琳·内肯 飾演 伊妮德（英语：Enid (The Walking Dead)）：美麗文靜的女孩，一開始較為孤僻，直到遇見卡爾、瑪姬和葛倫之後才走出孤獨、充滿活力。
- 柯瑞·霍金斯 飾演 希斯（Heath）：安全區的資源搜集者，動作迅速敏捷，在救世軍攻打時一直在外和塔拉執行任務。
- 傑森·道格拉斯（英语：Jason Douglas） 飾演 托賓（Tobin）：安全區的工人，力氣大，一向為居民們做苦力活，和卡蘿保持過一段戀情。
- 安·馬宏（英语：Ann Mahoney） 飾演 奧莉維亞（英语：Olivia (The Walking Dead)）：安全區的居民，食物庫和武器庫的管理員。
- 喬登·伍茲·羅賓森 飾演 艾瑞克·萊利（Eric Raleigh）：社區居民之一，亞倫的男友。
- 肯瑞克·格林 飾演 史考特（Scott）：安全社區的搜資者。
- 道莉亞·利戈 飾演 法蘭馨（Francine）：托賓工程隊上的一份子。
- 曼蒂·克莉絲汀·克爾 飾演 芭芭拉（Barbara）：安全社區的居民，很早以前就住在社區裡。
- 泰德·哈克比 飾演 布魯斯（Bruce）：安全社區的居民。

#### 山頂寨
- R·基斯·哈里斯 飾演 哈蘭·卡森（Dr. Harlan Carson）：山頂寨的婦產科醫生，幫助瑪姬查看懷孕狀況。
- 凱倫·西瑟 飾演 伯蒂（Bertie）：山頂寨的居民。
- 傑瑞米·帕可 飾演 安迪（Andy）：山頂寨的居民。
- 詹姆斯·陳（英语：James Chen） 飾演 凱爾（Kal）：山頂寨的門衛。

#### 救世軍
- 史蒂芬·奧格 飾演 賽門（英语：Simon (The Walking Dead)）：救世軍的高層幹部，是尼根的左右手，負責敲詐山頂寨的資源。
- 克莉絲汀·伊凡吉莉絲塔（英语：Christine Evangelista） 飾演 雪莉（Sherry）：德懷特的妻子，之前試圖和丈夫一起逃離組織，和他被迫回去後淪為尼根的性奴兼“未婚妻”。
- 傑森·沃納爾·史密斯 飾演 蓋文（Gavin）：救世軍的一個小隊長，領導負責索取王國城貢品的小隊。
- 喬舒亞·麥可 飾演 傑瑞德（Jared）：蓋文的小隊成員之一，為人惡劣、愛耍流氓，每次都會和以西結的人起衝突。
- 伊莉莎白·魯德洛（英语：Elizabeth Ludlow） 飾演 阿拉特（英语：Arat (The Walking Dead)）：救世軍的女幹部，尼根的得力干將之一，是個殺人不眨眼的女人。
- 蒂姆·帕拉迪 飾演 艾米特·卡森（Dr. Emmett Carson）：救世軍的醫師，是哈蘭的哥哥，被救世軍強行帶到聖殿當醫生。
- 琳絲莉·瑞吉斯特 飾演 蘿拉（Laura）：救世軍的高層之一，哥特風的女子，和德懷特走得很近。
- 馬丁尼茲（Martinez） 飾演 戴維（David）：救世軍的士兵，仗著尼根的勢力而到處囂張跋扈、敲詐他人。
- 麥克·希爾（英语：Mike Seal (fighter)） 飾演 蓋瑞（Gary）：救世軍高級幹部之一，在賽門手底下幹活。
- 克蘿伊·艾克塔斯 飾演 譚妮亞（Tanya）：尼根的性奴兼妻子之一，一頭黑髮，少數善良人士，對尼根非常不滿。
- 伊莉絲·杜佛 飾演 法蘭琪（Frankie）：尼根的性奴兼妻子之一，一頭紅髮，同樣善良，對尼根一向逆來順受。
- 奧托姆·戴兒 飾演 安柏（Amber）：尼根的性奴兼妻子之一，一頭金髮，她的男友馬克同樣被尼根燙焦半邊臉。

#### 王國城
- 卡瑞·佩頓（英语：Khary Payton） 飾演 以西結（英语：King Ezekiel）：王國城的領袖，為人強悍，心地善良，身邊養著一隻名為「希瓦」的大老虎。
- 羅根·米勒 飾演 班傑明（Benjamin）：王國城的居民，是一個友好善良的年輕小夥，開始學習生存時成為摩根的徒弟。
- 庫伯·安德魯斯（英语：Cooper Andrews） 飾演 傑瑞（Jerry）：以西結的管家及私人護衛，為人總是帶著笑容。
- 卡爾·馬金南 飾演 理查（Richard）：以西結的左右手之一，話不多，但非常能幹，在眾人中最為厭惡救世軍。
- 丹尼爾·紐曼（英语：Daniel Newman (American actor)） 飾演 丹尼爾（Daniel）：王國城的戰士之一，是瑞克一行人碰見的第一位王國城的人。
- 凱莉·卡希爾 飾演 黛安（Dianne）：王國城的戰士之一，一位善用弓箭的女性。
- 麥克森·林茲 飾演 亨利（Henry）：班傑明的弟弟，王國城的年幼居民。
- 娜蒂姆·茉莉莎 飾演 娜碧拉（Nabila）：王國城的園丁，勇敢堅強的女性。

#### 海岸部落
- 黛博拉·梅（英语：Deborah May） 飾演 娜塔妮亞（Natania）：海岸部落的年長領袖，將部落的安全看在第一位，因此拒絕加入救世軍的鬥爭。
- 席妮·帕克（英语：Sydney Park (actress)） 飾演 辛蒂（Cyndie）：部落的戰士之一，娜塔尼亞的孫女。
- 咪咪·柯克蘭 飾演 瑞秋（Rachel）：部落的一位小女孩，年齡雖小，卻咄咄逼人，會毫不留情地殺死侵略者。
- 布莉亞娜·凡斯克斯（英语：Briana Venskus） 飾演 碧翠絲（Beatrice）：部落的女戰士之一。

#### 拾荒者
- 波利安娜·麥金托什（英语：Pollyanna McIntosh） 飾演 潔蒂斯（英语：Jadis (The Walking Dead)）：住在垃圾場的拾荒者女領袖，虛無主義人士，見到瑞克一行人僅只是因為尋找物資。
- 湯瑪斯·法蘭西斯·墨菲（英语：Thomas Francis Murphy (actor)） 飾演 布隆（Brion）：拾荒者的高層幹部。
- 薩布蕾娜·卓那羅 飾演 塔米爾（Tamiel）：潔蒂斯的左右手，拾荒者的高層幹部。

## 集數列表
| 總集數 | 集數 （季） | 標題                                                     | 導演              | 編劇                                    | 首播日期       | 美國收視人數 （百萬） |
| --- | ----------- | -------------------------------------------------------- | ----------------- | --------------------------------------- | -------------- | --------------------- |
| 84 | 1           | 總有一天你會悔不當初 The Day Will Come When You Won't Be | 葛雷格·尼可泰羅   | 史考特·M·金普                           | 2016年10月23日 | 17.03                 |
| 尼根揮棒打碎亞伯拉罕的頭，造成戴瑞一時失控怒打尼根一拳，卻導致尼根再度揮棒打碎葛倫的頭作為懲戒。在一瞬間痛失兩個夥伴的瑞克，只能跟尼根撂幾句「我會殺了你！」的狠話，尼根於是將瑞克拖進房車去兜風“見世面”。瑞克生怕尼根會再次殺同伴，即使眼前有一把斧頭卻不敢動手，車到達原先橋下的堵路障礙後，尼根將斧頭往上一丟，逼瑞克出去撿回來。手無寸鐵的瑞克出去面對成群的行屍，最後爬到房車頂上，回想起昨晚的悲慘景象。尼根發現瑞克已經絕望到蒼白無力，於是開槍救他後回到空地。為了擊垮瑞克的反抗心理，尼根搬出卡爾躺在地上，讓瑞克選擇砍掉自己兒子的左手、或是看著其他人遭槍決。瑞克既無法下手又不知該如何是好，只能一把鼻涕又一把眼淚對尼根哭喪求饒。尼根最終認為已經讓瑞克嘗到恐懼滋味而立刻叫停，命令德懷特將戴瑞拖上車帶走，將他作為威脅瑞克一方的人質，揚言一星期後會到社區查收每星期一次的貢品。當尼根帶領全體救世軍離開，留下絕望不已的瑞克一行人安慰痛失丈夫的瑪姬。而瑪姬決定不再給眾人添麻煩，決定在莎夏的陪同下獨自前去山頂寨，其他人則將葛倫與亞伯拉罕的遺體抬上車。瑞克開車上路前最後回頭望一眼，注意到行屍陸續走來進食地上的血肉，領略到他曾想像過的美好未來已化為烏有。                 |             |                                                          |                   |                                         |                |                       |
| 85 | 2           | 水井 The Well                                            | 葛雷格·尼可泰羅   | 麥修·尼格特                             | 2016年10月30日 | 12.46                 |
| 摩根跟隨路上遇到的兩位倖存者，載著負傷的卡蘿來到對方的家園「王國城」（The Kingdom），一座面積龐大、自食其力、抱有信仰的和平社區。卡蘿恢復清醒後與摩根一同會見社區領袖兼“國王”「以西結」，兩人發現他是一名龍飛鳳舞的前動物管理員；身邊還養著一隻通人性的老虎名叫「希瓦」（Shiva）。會面後，卡蘿雖然認為社區非常和諧可靠，但發現這裡居民的思想過於滑稽可笑，於是還是決定暗中安排離開。摩根因為有高超棍術而經常跟隨以西結等人到外面去搜索物資，但他很快就發現王國城其實跟山頂寨一樣，遭受著救世軍的脅迫；以西結一段時間都會固定為他們上貢，並對大部分居民隱瞞這件事。而一個名叫班傑明的年輕小夥成為摩根的徒弟，而班傑明解釋以西結曾經在一場行動中，損失過自己的父親在內的八個人，而考慮到救世軍人多武器多的情況下才只能乖乖就範。夜裡，卡蘿準備好東西決定偷偷離開時，剛好被以西結撞見，以西結坐下來和她會談時打算說服她能改變心意，但說自己會尊重她的選擇。一早，卡蘿決定搬到距離王國城不遠處的小房子裡，與摩根達成共識後看著他回去社區。當卡蘿決定在房子裡安頓下來時，以西結在不久後拎著希瓦來到門口，送給她一顆王國城種出的石榴，而卡蘿看著他的好意後露出一絲微笑。                                             |             |                                                          |                   |                                         |                |                       |
| 86 | 3           | 牢房 The Cell                                            | 阿爾瑞克·萊利     | 安潔拉·姜                               | 2016年11月6日  | 11.72                 |
| 戴瑞被帶回救世軍總部「聖殿」（The Sanctuary）後變成階下囚，每天以狗食三明治為一日三餐，牢房裡還重複播放音樂而讓他無法入睡。尼根想方設法擊垮戴瑞的意志，想讓他和其他人一樣臣服於自己，但戴瑞無論如何就是不向他屈服。這時，德懷特被尼根派去抓回一個逃跑的同僚戈登時，在高速公路底下受到行屍的攻擊，死裡逃生後雖然抓到戈登，但看著他寧死不屈、卻又因為遭受自己威脅而乖乖就範下，只好埋沒良心一槍殺死他。戴瑞看到機會而打算逃跑時，突然巧遇德懷特的妻子雪莉，並認出她就是當初在森林裡首遇德懷特時跟在他身邊的女子。戴瑞不顧雪莉的警告而執意往外跑，卻被人發現後遭受痛打而被關回去，而雪莉再度來到牢房門前，為之前在森林裡挖走他一身物品的事情致歉，聲稱自己已經感到後悔。隔天，尼根給戴瑞一個加入救世軍、享受他們的一切的選擇，但戴瑞還是沒有低頭而再次關回牢房裡。德懷特為此諷刺戴瑞不知好歹，但戴瑞卻說自己理解德懷特為了保護雪莉才對尼根忠心不二，聲言自己永遠都不會向他們低頭。然而，德懷特在氣不過下，將葛倫被打爆頭後所拍下的照片，貼在牢房牆上供戴瑞觀賞。而戴瑞由於被當初一時衝動而害死葛倫的內疚感折磨，只能聽著頂頭播放的悲傷音樂抱頭哭泣。                                                           |             |                                                          |                   |                                         |                |                       |
| 87 | 4           | 服務 Service                                             | 大衛·鮑伊德       | 克里·瑞德                               | 2016年11月13日 | 11.40                 |
| 瑞克一行人將葛倫和亞伯拉罕安葬在山頂寨後，回到家園通過各自找事做來撫平悲傷陰影，但尼根卻在交貨期限之前來到安全區敲門。瑞克看著他們人數眾多只能乖乖開門，而救世軍開始放肆搜刮各處的物品，搶走所有床墊、藥品、大部分武器、包括每個人的一些私人物品；跟著救世軍來到的戴瑞也目無表情地幫敵軍搬東西。部分居民為此相當不滿，但瑞克還是盡全力說服全體居民跟他們合作以保命。當尼根問起瑪姬的事情時，蓋博瑞急中生智而迅速挖一塊空墓，謊稱瑪姬因為傷心過度而離世。另一邊，蘿西塔和史賓瑟奉命出去拿回戴瑞的摩托時，在森林裡抓到幾名當初伏擊並殺害丹妮絲、如今淪為行屍的救世軍士兵，蘿西塔殺光牠們後從屍體上得到一把空槍。這時，尼根發現武器庫中的槍械數量不符，於是懷疑有人私藏武器而帶奧莉維亞過去審問，瑞克為了拯救她而開始四處尋找，最後在史賓瑟房間地板中發現私藏武器。米瓊恩外出打獵回來時，手中的獵槍與鹿也只能乖乖送給救世軍，而尼根讚揚瑞克今日的表現後，得意洋洋地滿載而歸。瑞克與蘿西塔訓斥史賓瑟私藏武器的事情，而米瓊恩看在瑞克的苦衷下才暫時忍受這一切，但她後來出去後卻發現救世軍在路邊燒毀所有拿走的床墊。蘿西塔夜裡找上尤金，命令他用自己撿到的空彈殼，為自己的手槍做一些子彈。           |             |                                                          |                   |                                         |                |                       |
| 88 | 5           | 積極能幹 Go Getters                                      | 道奈兒·馬丁       | 查寧·鮑威爾                             | 2016年11月20日 | 11.00                 |
| 瑪姬送至山頂寨靜養後從昏迷中醒來，卡森告知她是因為小部分胎盤脫落而導致肚子劇痛，但腹中的胎兒所幸平安無事。瑪姬在莎夏的協同下到葛倫的墓前祭拜，但葛雷格里卻以沒完成協議為由而打算將她們倆趕出去，耶穌因為敢怒不敢言而只能用心安撫雙方。當天夜裡，所有人被一個大型音樂驚醒，發現社區大門敞開、行屍開始成群入侵；而音樂來源於廣場上所停的一輛裝甲車。莎夏與耶穌開始合作消減行屍數量，瑪姬則開挖土機將裝甲車碾碎才停止音樂。隔天，賽門突然率軍抵達山頂寨，葛雷格里一人和賽門會談。賽門表明昨晚的鬧劇只是一個警告，而葛雷格里由於貪生怕死而企圖供出瑪姬和莎夏，但耶穌卻搶先讓她們換過衣櫥藏。賽門等人隨後滿載而歸，葛雷格里卻依然怨天尤人；瑪姬在一瞬間痛打他一拳，收回他試圖私吞的葛倫的遺物懷錶，以莊重宣言讓葛雷格里啞口無言。另一方面，瑞克和亞倫踏上尋找物資的行動時，卡爾陪同著伊妮德走去閃山頂寨看望瑪姬，兩人到達後從林中望見救世軍將物資搬上貨車。卡爾執意要去報復救世軍，不顧伊妮德的阻止、親吻她後獨自前去復仇，而伊妮德則獨自進社區和瑪姬團圓。耶穌在莎夏的請求下前去調查救世軍的總部地點，也尾隨跳進一輛貨車，上車不久後遇到早就躲在車上的卡爾。                                       |             |                                                          |                   |                                         |                |                       |
| 89 | 6           | 發誓 Swear                                               | 麥可·E·薩崔斯密   | 大衛·萊斯利·強森                        | 2016年11月27日 | 10.40                 |
| 塔拉和希斯一同在外進行兩個星期的搜資行動，希斯因為搜到的物資微乎其微、加上受到在衛星站剿匪的陰影而打算打道回府，但塔拉還是決定繼續進行。兩人在一座曾經有人紮住過的橋上搜索時，突然受到埋在沙石堆裡的屍群攻擊，希斯為了掩護塔拉而冒險將行屍往回引，而塔拉卻不慎掉進橋河中。許久後，塔拉被沖到河岸上醒來，注意到一個給自己留下物資的女子而開始跟蹤她，也因此誤闖一個紮住在棄置汽車旅館、由女性組成的「海岸部落」（Oceanside）裡。塔拉被發現後遭到關押，部落女長老娜塔妮亞認為不能冒險放走知情此地的塔拉。塔拉注意到部落沒有男性時，通過打聽才發現她們其實也曾經受過救世軍的宰割，男人均被殺後才遷移到這裡。隔天一早，娜塔妮亞派兩個女士兵來護送塔拉回橋上，但塔拉不久後感覺到她們倆即將殺她，於是在行屍來襲時暗中逃跑。這時，娜塔妮亞的外孫女辛蒂因為對塔拉有同情而協助她逃跑，並讓塔拉發誓不會講出部落的事情，最後掩護塔拉過橋到對岸後，被女士兵們抓回去。塔拉發現希斯不見人影，但從掉在路旁的一個字條後斷言他還活著。當她一人回到安全區後才得知近期的慘劇、以及丹妮絲喪生的事情。當蘿西塔刻意想知道塔拉在外的經歷時，塔拉決定遵守誓言而沒有透漏部落的事情。                                             |             |                                                          |                   |                                         |                |                       |
| 90 | 7           | 為我唱首歌 Sing Me a Song                                | 蘿絲瑪麗·羅德里奎 | 安潔拉·姜 & 克里·瑞德                   | 2016年12月4日  | 10.48                 |
| 耶穌在貨車行進時做好記號後跳車離開，而卡爾留在車上一路跟到聖殿，並在救世軍到站卸貨的同時，手持衝鋒槍沖出去殺死兩個士兵。當卡爾被德懷特擊倒時，尼根卻親自將卡爾扶起來，帶領他去參觀聖殿的各處，想借此和他增進一些“父子情誼”。卡爾一路上觀摩尼根的多個“妻子”們，還目睹尼根對一位和他妻子偷情的救世軍實施面部烙印酷刑。受尼根脅迫之下，卡爾讓他觀賞自己的受傷右眼，甚至坐在他面前為他唱歌，尼根由於開始佩服卡爾的膽識，於是親自將他帶回安全區。躺在牢房裡的戴瑞，突然被一個人從門外遞一張寫著「趁現在快跑！」的紙條，發現紙後面還粘著一根火柴和摩托車鑰匙。另一方面，蘿西塔帶著尤金來到鋼鐵廠製出一顆手工子彈，而米瓊恩在不遠處抓獲一個女救世軍，命令她帶自己去找尼根。蓋博瑞陪史賓瑟外出尋找資源時，因為受不了他出言侮辱瑞克而棄他離去。史賓瑟通過一具掛在空中的行屍口袋裡，找到一張寫著拉丁文的紙條，最後通過翻譯紙上的內容，幸運找到一大堆物資。史賓瑟得意洋洋地回到家園門口，和蘿西塔回合後，發現救世軍早已來到家園。這時，尼根大搖大擺地走進瑞克的房子，將奧莉維亞弄哭後命令卡爾帶他參觀，並首次結識茱蒂絲。尼根最後表現的像瑞克一樣抱著茱蒂絲坐在門前，心想著接替瑞克的位置永遠定居下來。   |             |                                                          |                   |                                         |                |                       |
| 91 | 8           | 心還在跳動 Hearts Still Beating                          | 麥可·E·薩崔斯密   | 麥修·尼格特 & 查寧·鮑威爾               | 2016年12月11日 | 10.58                 |
| 戴瑞逃亡時殺死一位目擊到他逃跑的救世軍喬瑟夫，從屍體上搶回瑞克的左輪手槍，最後巧遇潛入敵營的耶穌而和他逃出聖殿。米瓊恩挾持一位女救世軍開車去殺尼根時，女救世軍展示她們人數眾多的事實後，任由米瓊恩將她帶到樹林裡處決。瑞克和亞倫在湖中央找到一個堆積槍械和物資的船屋，搜刮一空後回到社區，並將剛找到的物品全數獻給救世軍，但他們剛好從東西裡找出多數侮辱性的紙張，由此故意找茬而將亞倫暴打一頓。史賓瑟決定趁機推翻瑞克而自行掌權，不惜親自上前和尼根握手言和、喝酒、聊天、打撞球。然而，尼根識破史賓瑟打算借自己的手殺人，厭惡這種行為而一刀劃開史賓瑟的腹部，讓他以肚破腸流的方式慘死。忍無可忍的蘿西塔對近在咫尺的尼根開槍，但唯一的子彈卻不巧被尼根的球棒擋下。尼根為此勃然大怒，命令副手阿拉特隨意放槍，奧莉維亞不幸成為犧牲品。當尤金承認自己造出子彈後，尼根命令將尤金一同押走而滿載而歸。一天發生的種種慘劇使瑞克開始反省自己近來的愚忠，在米瓊恩的點醒下決定不再對敵人忍氣吞聲。隔天，所有人來到山頂寨和瑪姬她們團圓，同時發現戴瑞也成功逃出來後，決定正式團結起來對抗惡勢力。夜裡，蓋博瑞在社區門口站哨時，一位腳穿不同靴子的神秘人士躲在樹叢裡探查過狀況後，下樹開始向社區門口靠近。 |             |                                                          |                   |                                         |                |                       |
| 92 | 9           | 堵路之石 Rock in the Road                                | 葛雷格·尼可泰羅   | 安潔拉·姜                               | 2017年2月12日  | 12.00                 |
| 瑞克等人決定反擊的舉動，得到山頂寨全體居民的認可，只有葛雷格里還是膽小地躲在一旁。由於瑞克急缺人手，耶穌於是決定為他們介紹以西結的王國城。眾人一進入王國城就與摩根團聚，得知卡蘿還遠離居住在外。以西結聽完瑞克與耶穌的建議後，開始對是否反擊的決定感到捉摸不定，但他答應為戴瑞提供庇護。瑞克等人在開車回去的路上，發現前方被救世軍設下一條防止行屍群體通過的炸彈防線。瑞克發現後方有行屍群體即將來襲，加上耶穌從救世軍手中偷來的通訊器中的播報而得知，尼根已經發現戴瑞逃跑而派人前往安全區尋找他。瑞克當機立斷派莎夏和耶穌先回山頂寨，和其他人合作解除防線後拿走部分炸藥，最後通過和米瓊恩一同開車用鐵線消減行屍數量，敞開一條道路後走為上策。瑞克剛回去不久就目睹賽門帶人前來，看他們將安全區翻個底朝天時，突然發現食物庫和武器庫早已空空如也。賽門等人發現戴瑞不在便離開，瑞克推斷是蓋博瑞拿走物資，並發現他走前在記錄食物和槍械的筆記本上，寫下他即將前往瑞克和亞倫之前洗劫過的船屋。瑞克決定帶隊前去尋找他並拿回物資，眾人回到船屋附近後發現腳印，跟著走來到一個雜草叢生的郊外停車場，卻被一夥突然現身的神秘團體重重包圍。看著團體人數眾多之下，瑞克嘴上露出笑容。                         |             |                                                          |                   |                                         |                |                       |
| 93 | 10          | 新的朋友 New Best Friends                                | 傑佛瑞·F·詹紐瑞   | 查寧·鮑威爾                             | 2017年2月19日  | 11.08                 |
| 瑞克等人遇上自稱「拾荒者」的神秘團體，被對方帶至位於一座垃圾場的大本營，並發現跟著他們的蓋博瑞平安無事。由於對方人數足夠能對付救世軍，瑞克試圖和對方女領袖潔蒂斯交涉。但潔蒂斯為了讓瑞克證明他有誠意，於是將他推進一個垃圾堆中，讓他空手和一隻以盔甲和錐刺護身的行屍對決。瑞克僥倖打贏後，潔蒂斯同意將自己的人馬調撥給瑞克一同作戰，但交換條件是瑞克在戰後必須讓出一部分物資、其中包括船屋中的所有物資。蓋博瑞自由後解釋自己是夜晚站崗時，被對方挾持才清空物資跟他們離開，眾人得到部分拾荒者讓出的物資後滿載而歸。另一方面，理查再也無法忍受救世軍的暴行，於是決定和戴瑞聯合偷襲敵軍，任由敵方去殺害卡蘿而以此來激勵以西結。但戴瑞得知理查的計畫後制止他，聲言卡蘿一旦受到傷害則會殺死他。之後，戴瑞去看望卡蘿，和她團圓後為了不讓她難過，於是只能在救世軍殺害亞伯拉罕和葛倫的事情上對她撒謊。戴瑞為了不想一直躲下去，於是在隔天便離開王國城，決定回去山頂寨去一同作戰。 |             |                                                          |                   |                                         |                |                       |
| 94 | 11          | 敵對和災難 Hostiles and Calamities                       | 卡莉·史考格蘭德   | 大衛·萊斯利·強森                        | 2017年2月26日  | 10.42                 |
| 尼根带着被俘虜的尤金回到聖殿時，眾人剛好發現喬的屍體、戴瑞逃跑、以及雪莉不見蹤影，而德懷特也因此遭受尼根安排的一頓暴打。尤金為了兌現尼根的需求，開始撒起以前稱自己為科學家的謊言，最後被他獎勵安排住進一開始為戴瑞安排的房間，並給予豐富條件和資源。尼根還將自己的三個妻子譚尼婭、法蘭琪、安珀帶過去和尤金玩耍，而三個女人很快就開始崇拜尤金的知識淵博，但譚尼婭後來拜託尤金暗中協助她們做出毒藥膠囊，聲稱是為了給安珀通過自殺來解脫而服用。另一方面，德懷特來到自己和雪莉的老家房子中尋找她時，找到雪莉為他留下的一封信，並以筆跡相同得知是雪莉放走戴瑞。雪莉在信中表明自己對德懷特遭尼根玩弄於股掌之間感到十分愧疚，而德懷特為此憤怒而失控，回去後將所有所有全部推到聖殿的醫生艾米特·卡森身上，使得尼根在一氣之下將卡森直接推進火爐裡燒死。事後，譚尼婭找尤金拿毒膠囊時，尤金卻識破她們是要殺尼根所用而拒絕給她們，後來也在尼根的拜訪時宣誓忠誠，正式成為救世軍的一份子。 |             |                                                          |                   |                                         |                |                       |
| 95 | 12          | 答應 Say Yes                                             | 葛雷格·尼可泰羅   | 麥修·尼格特                             | 2017年3月5日   | 10.16                 |
| 瑞克和米瓊恩為了兌現拾荒者的要求，獨自開車外出各處尋找槍械，經過的兩天的搜尋雖然找到不少，但瑞克還是堅持多留一天。他們倆隨後找到一個曾經有軍方駐守的荒廢校園嘉年華，在校園樓內找到多數罐頭食品，兩人激情一晚後開始於早上動手。經過行屍追逐、死裡逃生的重重危機後，兩人最後還是滿載而歸。過後，瑞克回去找拾荒者交貨時，潔蒂斯發現槍械數量不夠而差點想取消結盟，最後還是瑞克再次謙讓才保住兩方關係。由於組群急需大量槍械，塔拉開始考慮將自己去過的河邊部落告訴瑞克。這時，蘿西塔由於還是渴望復仇，但發現靠自己完全無用處，於是獨自來到山頂寨會見莎夏。莎夏最後答應自己協助她進行暗殺，但聲言最後必須是自己殺死尼根。 |             |                                                          |                   |                                         |                |                       |
| 96 | 13          | 葬我於此 Bury Me Here                                    | 阿爾瑞克·萊利     | 史考特·M·金普                           | 2017年3月12日  | 10.68                 |
| 以西結帶隊去為救世軍上貢時，途中發現前方道路被人用障礙堵住，所有人被迫下車分頭處理時，在道路旁邊的巷子裡找到有人事先挖好、寫著「葬我於此」的墳墓。因為花時間移開障礙，他們去遲和救世軍的會面時間，而救世軍領隊蓋文發現上貢的哈密瓜少一顆，因此在兩方之間出現爭論。一向喜歡耍流氓的救世軍傑瑞德對班傑明的腿部開一槍，蓋文立刻答應給他們一天時間補貨後讓他們去搶救他，所有人緊急將班傑明抬到卡蘿的房子裡治療，但班傑明最終因為流血不止而身亡。陷入崩潰的摩根跑到原先障礙旁發洩時，突然在路邊的桶裡找到消失的哈密瓜，由此發現是走在最後的理查設置路障、偷藏瓜而引發爭端、進而達到害死他自己來激勵以西結開戰。當摩根找理查對峙時，理查對他坦白自己的苦衷後，表示自己會跟以西結坦白一切。隔天，以西結等人再次會面蓋文補貨時，摩根發現理查還是沒有如實交代，憤怒之下在眾人面前掐死理查，交代他的所為後假裝對蓋文聲言他們不會再犯此錯。事後，摩根將理查埋在路旁的墳墓後，跑過去找卡蘿坦白尼根對瑞克一行人的暴行。卡蘿在第一時間來到王國城提議開戰，而以西結也不想再繼續助紂為虐而答應請求。這時，擺脫和平信仰的摩根，一人坐在卡蘿房子的門框前，將他的木棍前端削尖成一根長矛。                         |             |                                                          |                   |                                         |                |                       |
| 97 | 14          | 另一邊 The Other Side                                    | 麥可·E·薩崔斯密   | 安潔拉·姜                               | 2017年3月19日  | 10.32                 |
| 山頂寨的居民在瑪姬和莎夏的教導下開始防身訓練，但賽門卻不打自招地率軍前來掃蕩，而蘿西塔和莎夏也趁機逃出去執行暗殺。賽門指明要卡森去頂替他如今慘遭燒死的哥哥艾米特成為救世軍的醫生，而葛雷格里雖然答應賽門，但也發現他已經逐漸喪失領導地位。瑪姬在躲藏期間和戴瑞表達心聲，提醒戴瑞不要為葛倫慘死而責怪自己，兩人於是相擁以示原諒及釋懷。蘿西塔和莎夏在廢車場找到一輛汽車來到聖殿附近，潛伏在一個可以瞭望聖殿門口的屋頂房間等待時機，兩人在等待期間也互相表露真實想法，並進而化解過去的前嫌。當賽門率軍帶卡森回來聖殿時，她們倆發現尤金也和他們站在一起，並因為持續找不到狙擊位置而錯過時機。夜間，她們倆溜進聖殿決定進行近距離刺殺，遇見尤金後打算說服他逃跑，但尤金卻拒絕跟她們走而跑回聖殿。莎夏進入鐵門後決定親自前去，於是故意反鎖門後叫蘿西塔回去家園備戰。槍戰在聖殿內部響起，往回跑的蘿西塔躲在一旁痛哭時，突然注意到一個背著弩弓的人影站在遠處注視著她…… |             |                                                          |                   |                                         |                |                       |
| 98 | 15          | 急需之物 Something They Need                             | 麥可·斯洛維斯     | 克里·瑞德                               | 2017年3月26日  | 10.54                 |
| 塔拉對瑞克坦白關於海岸部落的事情，瑞克於是率軍跟著塔拉回去部落交涉，但也為了以防萬一而在部落周圍安置炸彈。塔拉暗中進去挾持娜塔妮亞，試圖說服辛蒂加入她一起作戰，但娜塔妮亞企圖反抗而使得瑞克引爆炸彈後進行攻擊。當瑞克等人攻佔部落後，一群來自海邊貨船上的行屍被爆炸聲吸引過來，迫使所有人團結起來殺光牠們。娜塔妮亞最後還是拒絕參戰，但還是妥協而讓瑞克等人搬走所有武器。另一方面，莎夏獨自走進聖殿遭擒獲後關進牢房裡，一名較放肆的救世軍戴維試圖性侵她，但最後被尼根抓到現行後被他一刀橫刺脖子而亡。尼根將自己的刀子和臨屍變的戴維留在牢房裡，讓莎夏選擇刺死戴維而加入他們、或是選擇等死，而莎夏在別無選擇下只好刺死戴維。由於不想加入敵軍對抗自己人，莎夏懇求一直前來探望自己的尤金，希望他能給自己一個自殺用的工具。看著她的哀求之下，尤金只好將自己之前製好的毒藥膠囊給她，但希望莎夏能慎重考慮。夜晚，滿載而歸的瑞克等人回到安全區，但前來應門的人卻是蘿西塔。當耶穌問她關於莎夏的下落時，蘿西塔交代事情經過後，帶所有人來到安全區牢房中會見和她一起回來的德懷特。德懷特稱自己是前来投诚，瑞克為了證實他的忠誠，掏出槍命令他跪在自己面前。                                               |             |                                                          |                   |                                         |                |                       |
| 99 | 16          | 餘生的第一天 The First Day of the Rest of Your Life      | 葛雷格·尼可泰羅   | 史考特·M·金普 & 安潔拉·姜 & 麥修·尼格特 | 2017年4月2日   | 11.31                 |
| 德懷特的出現讓戴瑞和塔拉極度不滿，其答應會和他們聯手殺死尼根，暫時獲得瑞克信任後返程。尼根靠線報得知瑞克一方正在密謀反抗他，打算將莎夏作為勸阻瑞克投降的誘餌，將她裝進一口棺材裡率軍上路。莎夏聽著尤金給她的隨身聽，回憶起她和亞伯拉罕最後享受的時光，沒多想就吞下毒藥膠囊自盡。瑞克迎接前來參戰的拾荒者，两方共同潛伏在圍墻內等待救世軍過來敲門。然而，炸彈最後沒有引爆，全體拾荒者背叛瑞克一方，潔蒂斯揭露她早已與救世軍達成共識以換取更多回報。當尼根打開棺材時，已死去屍變的莎夏開始襲擊尼根，讓瑞克一方有時間反擊。由於救世軍和拾荒者人數眾多，社區還是被敵方攻下，米瓊恩空手跟在她身邊的一名拾荒者打鬥時，將她扔下樓而發出尖叫。瑞克誤以為米瓊恩已死，對尼根怒吼自己永遠不會再向他低頭。尼根剛準備打死卡爾，但以西結率領王國城軍隊以及瑪姬率領的山頂寨軍隊趕到一同作戰，殲滅多數救世軍和拾荒者，尼根和潔蒂斯發現不敵只能全軍撤退。尼根回去後想不通莎夏為何會死在棺材裡，但沒有繼續往下想就對自己人下令開戰。在社區，受傷的米瓊恩和蘿西塔被救回靜養，耶穌和瑪姬在森林裡終結屍變的莎夏，將她安葬以紀念她。以西結對全體居民宣佈正式結盟對抗救世軍，正式打響一場全面戰爭。                   |             |                                                          |                   |                                         |                |                       |

## 製作
《陰屍路》第七季在2015年10月30日時由AMC電視台宣佈續訂，本季將和以往的季數一樣，一共將有十六集。劇集的拍攝工作在2016年5月2日開始，在佐治亞州進行。而在第六季作為常設人物的傑弗里·迪恩·摩根（尼根）、山德·貝克利（葛雷格里）、湯姆·佩恩（耶穌）、以及奧斯汀·埃米利歐（德懷特），將在第七季中升為主要角色迴歸。

## 評價
第七季獲得良好評價，在爛番茄指數上獲得66%的指數，是整部劇目前最低的得分，每集平均分為77%。此季的好評主要來自當中的部分集數與情節，而差評主要集中於當中的幾集；其中的第五、六集相繼得到自第三季以來最低的評分，以及劇情整體節奏過於緩慢、拖遝等等問題。首播集中過度使用暴力鏡頭，不但引起部分評論家的兩極化爭議，還造成部分劇迷對情節的過於難受而奔走相告。而季終集雖然得到良好評價，但收視率也再創新低。
| 第七季（2016–17年）：烂番茄追踪到的所有评论家的评论中，正面评论占比 |                                                              |
|                                                                     | 由于已知的技术原因，图表暂时不可用。带来不便，我们深表歉意。 |

### 收視
| 總集數 | 集數 | 標題                     | 播出日期       | 收視／份額 （18–49歲） | 收視 （百萬） | DVR （18–49歲） | DVR收視 （百萬） | 加總 （18–49歲） | 總收視 （百萬） |
| ------ | ---- | ------------------------ | -------------- | ---------------------- | ------------- | --------------- | ---------------- | ---------------- | --------------- |
| 84     | 1    | 總有一天你會悔不當初（The Day Will Come When You Won't Be） | 2016年10月23日 | 8.4                    | 17.03         | 2.3             | 4.50             | 10.7             | 21.53           |
| 85     | 2    | 水井（The Well）                 | 2016年10月30日 | 6.1                    | 12.46         | 2.9             | 5.49             | 9.0              | 17.95           |
| 86     | 3    | 牢房（The Cell）                 | 2016年11月6日  | 5.7                    | 11.72         | 2.9             | 5.49             | 8.6              | 17.21           |
| 87     | 4    | 服務（Service）                 | 2016年11月13日 | 5.4                    | 11.40         | 2.3             | 4.32             | 7.7              | 15.72           |
| 88     | 5    | 積極能幹（Go Getters）             | 2016年11月20日 | 5.2                    | 11.00         | 2.7             | 5.31             | 7.9              | 16.31           |
| 89     | 6    | 發誓（Swear）                 | 2016年11月27日 | 4.9                    | 10.40         | 2.5             | 4.69             | 7.4              | 15.10           |
| 90     | 7    | 為我唱首歌（Sing Me a Song）           | 2016年12月4日  | 5.0                    | 10.48         | 2.7             | 5.29             | 7.7              | 15.78           |
| 91     | 8    | 心還在跳動（Hearts Still Beating）           | 2016年12月11日 | 5.1                    | 10.58         | 2.8             | 5.42             | 7.9              | 16.02           |
| 92     | 9    | 堵路之石（Rock in the Road）             | 2017年2月12日  | 5.7                    | 12.00         | 2.5             | 4.82             | 8.2              | 16.84           |
| 93     | 10   | 新的朋友（New Best Friends）             | 2017年2月19日  | 5.3                    | 11.08         | 2.6             | 5.08             | 7.9              | 16.17           |
| 94     | 11   | 敵對和災難（Hostiles and Calamities）           | 2017年2月26日  | 5.0                    | 10.43         | 2.7             | 5.32             | 7.7              | 15.76           |
| 95     | 12   | 答應（Say Yes）                 | 2017年3月5日   | 4.7                    | 10.16         | 1.9             | 3.50             | 6.6              | 13.67           |
| 96     | 13   | 葬我於此（Bury Me Here）             | 2017年3月12日  | 4.9                    | 10.68         | 2.0             | 3.74             | 6.9              | 14.43           |
| 97     | 14   | 另一邊（The Other Side）               | 2017年3月19日  | 4.7                    | 10.32         | 2.3             | 4.45             | 7.0              | 14.78           |
| 98     | 15   | 急需之物（Something They Need）             | 2017年3月26日  | 4.9                    | 10.54         | 2.1             | 4.22             | 7.0              | 14.77           |
| 99     | 16   | 餘生的第一天（The First Day of the Rest of Your Life）         | 2017年4月2日   | 5.4                    | 11.31         | 2.6             | 5.09             | 8.0              | 16.42           |